# Simpliciale verzameling
In de categorietheorie en homotopietheorie is een simpliciale verzameling een generalisatie van gerichte grafen. Formeel is een simpliciale verzameling een contravariante functor {\displaystyle \Delta \to \mathbf {Set} }. Hier is {\displaystyle \Delta } de categorie met objecten {\textstyle [n]=\{0,\dots ,n-1\}} en morfismen die de partiële ordening behouden en {\displaystyle {\textbf {Set}}} de categorie van verzamelingen. In het bijzonder is de categorie waar de objecten simpliciële verzamelingen zijn, en de morfismen de natuurlijke transformaties een voorbeeld van een functorcategorie en van een topos. 

## Voorbeelden

### Zenuw
Gegeven een kleine categorie {\displaystyle {\mathcal {C}}} is de zenuw {\displaystyle N{\mathcal {C}}} de simpliciale verzameling waar 
- {\displaystyle N{\mathcal {C}}([0])={\text{Ob}}({\mathcal {C}})}, de objecten van {\displaystyle {\mathcal {C}}}.
- {\displaystyle N{\mathcal {C}}([1])={\text{Mor}}({\mathcal {C}})}, de morfismen van {\displaystyle {\mathcal {C}}}.
- {\displaystyle N{\mathcal {C}}([n])} is de verzameling van ketens van {\displaystyle n} samenstelbare morfismen in {\displaystyle {\mathcal {C}}} voor {\displaystyle n\geq 2}.

Een equivalente definitie volgt door {\displaystyle [n]} te beschouwen als de categorie met objecten {\displaystyle \{0,1,\dots ,n-1\}} en een uniek morfisme {\displaystyle \ell \to m} dan en als dan {\displaystyle \ell \leq m}, in dit geval is {\displaystyle N{\mathcal {C}}([n])} de verzameling van functoren {\displaystyle [n]\to {\mathcal {C}}}.